# カオプラウィハーン国立公園
カオプラウィハーン国立公園（カオプラウィハーンこくりつこうえん、タイ語: อุทยานแห่งชาติเขาพระวิหาร 、英語：Khao Phra Wihan National Park）はタイの国立公園の一つ。国立公園はムアンシーサケート郡の南98km、国道221号線の終点に位置し、11世紀頃クメール王朝時代の数多くの遺跡が残っている。
コーラート高原の南縁、赤色の岩崖が続くドンラック（ダンレク）山地にあり、タイ王国シーサケート県とカンボジアプレアヴィヒア州の国境に接している。

## 概要
カオプラウィハーン国立公園は、シーサケート県カンタララック郡、ウボンラーチャターニー県ナムクン郡、ナムユーン郡領域内に約130km2の面積を持つタイの国立公園。 公園南部はカンボジアと接しており、カンタララック郡タムボン・サオトンチャイのモーイーデーン岩壁地域からプラーサート・プラウィハーン(プレアヴィヒア寺院)へと続く参道がある。「1961年国立公園法」に基づき、1998年3月20日に国立公園に指定。東北部19番目、全国83番目の国立公園となった。
域内森林はカオプラウィハーン国立保全森林地域に指定された広大な森林地帯であり、シーサケート県とウボンラーチャターニー県の3郡にわたって広がっている。豊かな動植物、水源を有しているため、保護のために域内への無断進入、居住は厳禁されている。また域内には歴史学上重要な古代遺跡も数多く残っている。
さらにカオプラウィハーン国立公園には景勝地として知られている場所が数多くある。モーイーデーン岩壁展望台、チョーンポーイ岩壁展望台、サラトラーウ森林地・岩石園、ルーシー（仙人）洞窟、石切り場、ツイン・ストゥーパ（2基の仏塔）、パー・モーイーデーン崖下壁面レリーフ、パー・チョーンポーイ滝、プー・シアンモー展望台、プラーサート・ドーントゥアン遺跡、そしてプラーサート・プラウィハーン遺跡である。プラーサート・プラウィハーン遺跡は重要な遺跡であり、1962年にハーグの国際司法裁判所によりカンボジア領であると決定された（詳細は当該記事参照のこと）。しかし、プラーサート・プラウィハーンに続く参道、階段はタイ王国側に属しており、さらにシーサケート県パー・モーイーデーン地域から登るのが近道となっている。

## 公園の名について
公園の名はカンボジア語「プレアヴィヒア」のタイ語発音に由来している。
- プラーサート  （ปราสาท） は、 サンスクリット語の城を意味するプラーサーダ （prāsāda）に由来し、両言語ともに城砦のような遺跡を著すためにこの語を用いる。
- プラ （พระ）は、カンボジア語のプレアと同様の意味を持ち、サンスクリット語の ヴァラ（varaḥ）は 最高のものを意味する。
- ウィハーン（วิหาร）はサンスクリット語/パーリ語の寺もしくは本堂を意味するヴィハーラ（vi-hāra）に由来する。
- カオ (เขา) は、タイ語で山もしくは丘である。（カンボジア語では"'プノム"'であり、カンボジアでは同地域を「プノム・プレア・ヴィヒア」と呼ぶことがある。)

## プラーサートプラウィハーンの参道

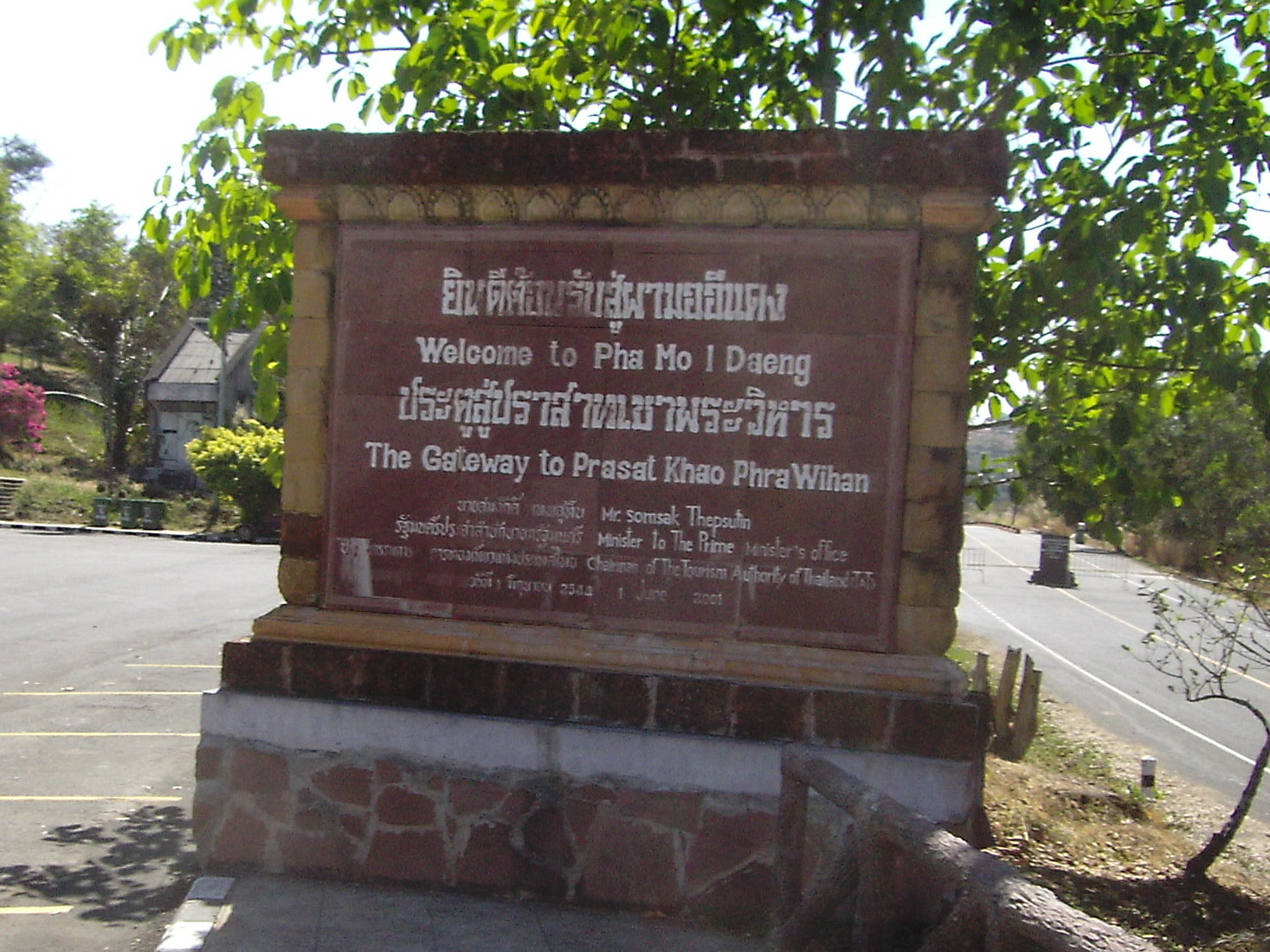

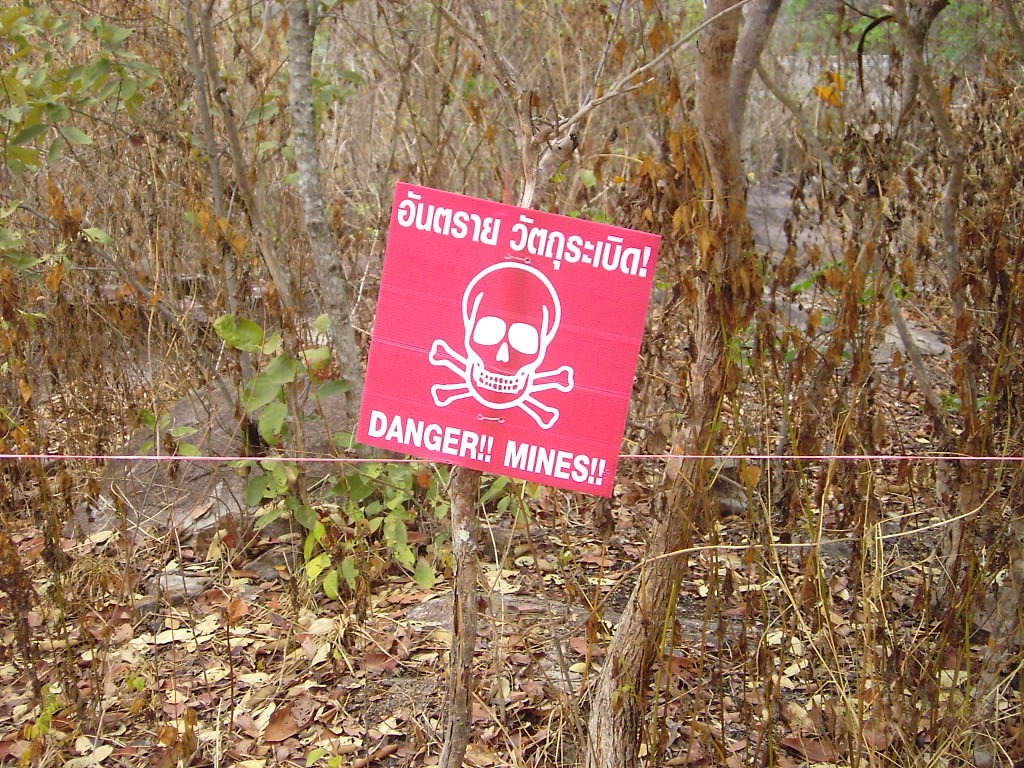

モーイーデーン岩壁地域の上部はプラーサートプラウィハーン寺院遺跡へ繋がるタイ側参道に続いている。カンボジアとの関係が安定している平時は、入場料を支払うとタイ側からの参道の通行が認められる。寺院に行くためにはタイ、カンボジア両サイドからの入場料の支払いが求められるが、カンボジアサイドからビザが求められることはない。カンボジア側は寺院遺跡に限り入場ができる。1962年国際司法裁判所によって寺院遺跡のカンボジアへの帰属が決定され、公園内周辺4.6ｋm2の土地についてもカンボジアの帰属とされた。地雷埋設地域には訪問者の安全のために表示がなされている。
2008年、ユネスコ世界遺産委員会によって遺跡がカンボジアの世界遺産として登録されると、タイ側では反発を強め、タイ・カンボジアの国境での緊張が高まった。タイとカンボジア両国の専門家による係争地域を含む管理計画合同調査が行われるが、タイ研究者側がカンボジアの調査に「受け入れがたい不正確な科学調査」であるとして調査団から離脱。独自に報告書をまとめることになった。

## 公園内の自然

### 地理
公園はタイとカンボジア国境地帯に広がるドンラック（ダンレク）山地の一部であり、おおよそ海抜200メートルから500メートルの高地となっている。ターマーリヤ川、ターニー川、ターグート川、トゥン川、タエーク川、ボーン川などの河川の水源にもなっている。

### 動植物
公園は切り立った山地の中にあり、以下の動植物を見ることができる。
- 混交落葉樹林-この林相の森林でみることのできる木本樹種は、プラドゥー、ベン（泰: มะค่าโมง マカーモーン、Afzelia xylocarpa）、ピンカド（泰: แดง デーン、Xylia xylocarpa）、ビルマチューリップウッド（泰: ชิงชัน チンチャン、Dalbergia oliveri; 木材としてはテチガイシタンの市場通称でも呼ばれる）、タベーク（泰: ตะแบก、Lagerstroemia floribunda）、タイコクタン（泰: มะเกลือ マクルア、Diospyros mollis Griff.）、ンギウパー（泰: งิ้วป่า、Bombax anceps Pierre）。そのほか林床にはさまざまな種類のイネ科植物、タケ科植物を見ることができる。
- 落葉フタバガキ林- 小型、中型樹木が疎林を形成している。高地の植生はさまざまな種類のイネ科植物が広く見られる。木本樹種は、ゴム、テン（泰: เต็ง、Shorea obtusa）、インギン（泰: รัง ラン、Shorea siamensis）、パヨーム（泰: พยอม、Shorea roxburghii）、クララン（泰: เขลง クレーン、Dialium cochinchinense）、セイロンオーク（泰: ตะคร้อ タクロー、Schleichera oleosa）など。
- 熱帯常緑乾燥林- 山地周辺の平原、山峡に見ることができる林相。木本樹種はタキアン（泰: ตะเคียน、Hopea odorata）、シタン（泰: พะยูง パユーン、Dalbergia cochinchinensis）、テトラメレス・ヌディフローラ（泰: สมพง ソムポン、Tetrameles nudiflora R.Br.）、ヒメダイフウシ（泰: กระเบากลัก クラバオ・クラック、Hydnocarpus ilicifolius King[6]）、カットリン（泰: กัดลิ้น、Walsura trichostemon Miq.、センダン科）、ノコギリノキ（泰: ข่อยหนาม コーイナーム、Streblus ilicifolius）、ゴムノキ、パウキジャン（泰: กระบก クラボック /kràbòk/、Irvingia malayana）など。そのほかにトウやさまざまなショウガ科植物が生息する。

また多くの野生動物も見ることができ、主な生息動物は以下の通り。イノシシ、カニクイザル、ジャワマングース、ビルマノウサギ、クマネズミ、フィンレイソンリス、 キタツバイ（Tupaia belangeri）、インドヒオドシコウモリ（Kerivoula picta）、オオコシアカツバメ、ヒタキサンショウクイ、ズグロヒヨドリ、カザリオウチュウ、ムナフムシクイチメドリ、カケス、シャムザラハダヤモリ、サンドストーンゲッコウ（Gekko petricolus）、ブチトビトカゲ、チンレーン・プーカオカメーン（泰: จิ้งเหลนภูเขาเขมร、Sphenomorphus stellatus、スキンクの一種）、ベンガルオオトカゲ、 メクラヘビ、ビルマニシキヘビ、 アズキマダラオオガシラ、ヒロクチミズヘビ、 ヌマガエル、アジアウキガエル、コップ・ランキート（泰: กบหลังขีด、Rana macrodactyla、アカガエル属の一種）、ババトラフガエル、シロアゴガエル、ヘイモンズヒメガエル、コップ・オーン（泰: กบอ่อง、Rana nigrovittata、アカガエル属の一種）など。湖沼にも多くの魚類が生息しており、プラー・クラスープチュット（Hampala dispar）、 プラー・タピヤントーン（Barbonymus altus）、プラー・ヌワンヂャンテート（Cirrhinus cirrhosus、インドゴイ・ケンヒーの一種）、マムシドジョウ（Channa striata、スネークヘッドの一種）、ティラピア、プラー・ドゥクダーン（Clarias batrachus）などがいる。

## そのほかの見所

### パー・モーイーデーン
モーイーデーン岩壁(ผามออีแดง)は直下のカンボジア平原から500メートル以上の高度がある岩壁である。1987年、国境警備の途中のタイ軍準軍事組織タハーン・プラーンの隊員が岩壁に刻まれたレリーフと彫刻を発見した。地域管理計画によると、「図像学に基づくならば、レリーフの制作年代は10世紀ごろか、プラウィハーン遺跡が建立される以前までさかのぼることができる」という。現在このレリーフは公園の見所の一つとなっている。レリーフはすでに部分的に風化が進んでいるため、ゲートと柵で保護している。見学者はゲートから階段を使って下り、観察するようになっている。

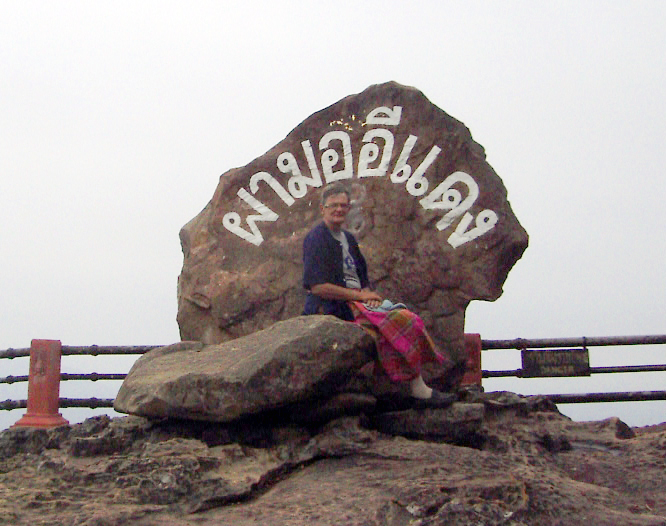
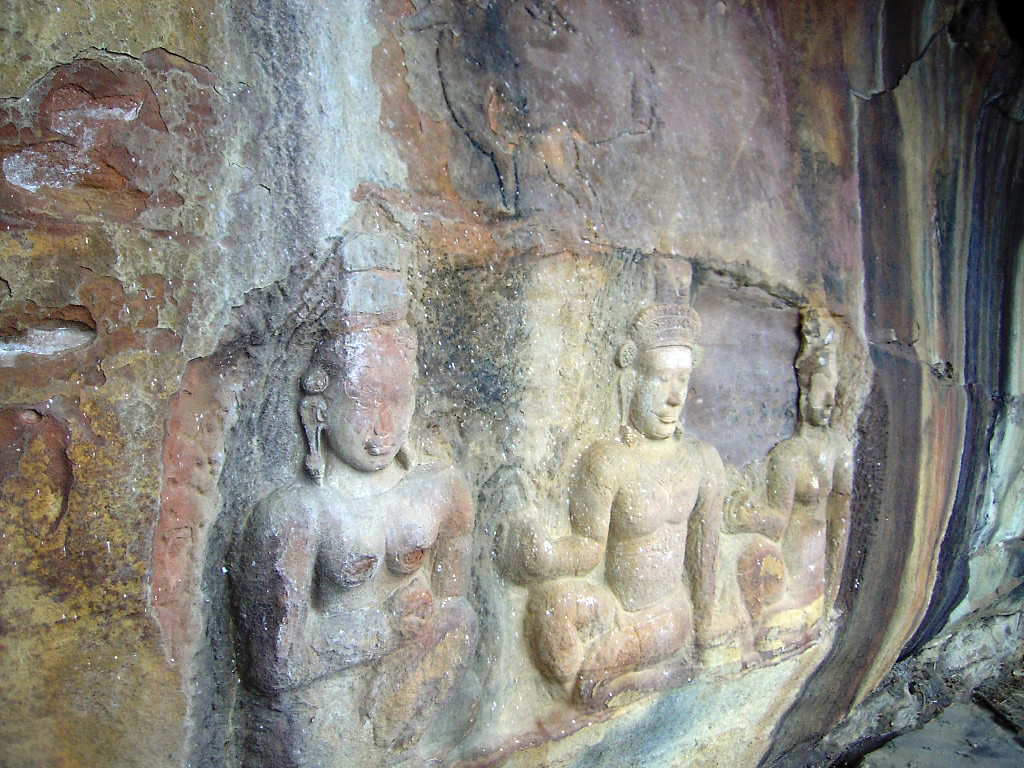
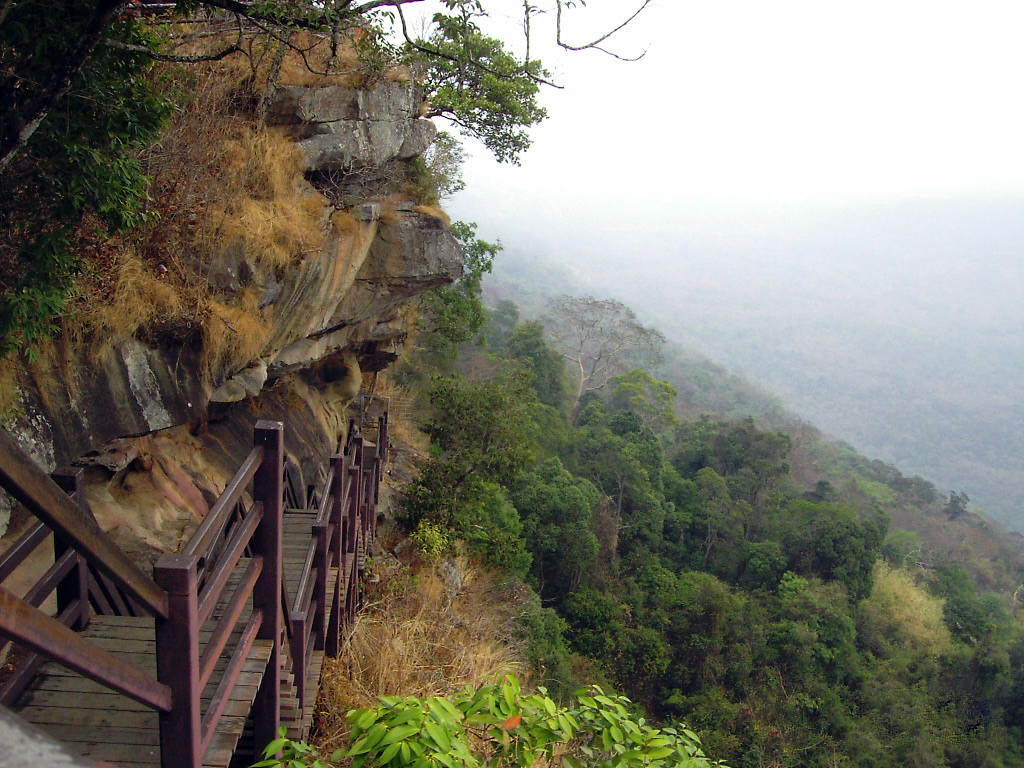

### ツイン・ストゥーパ

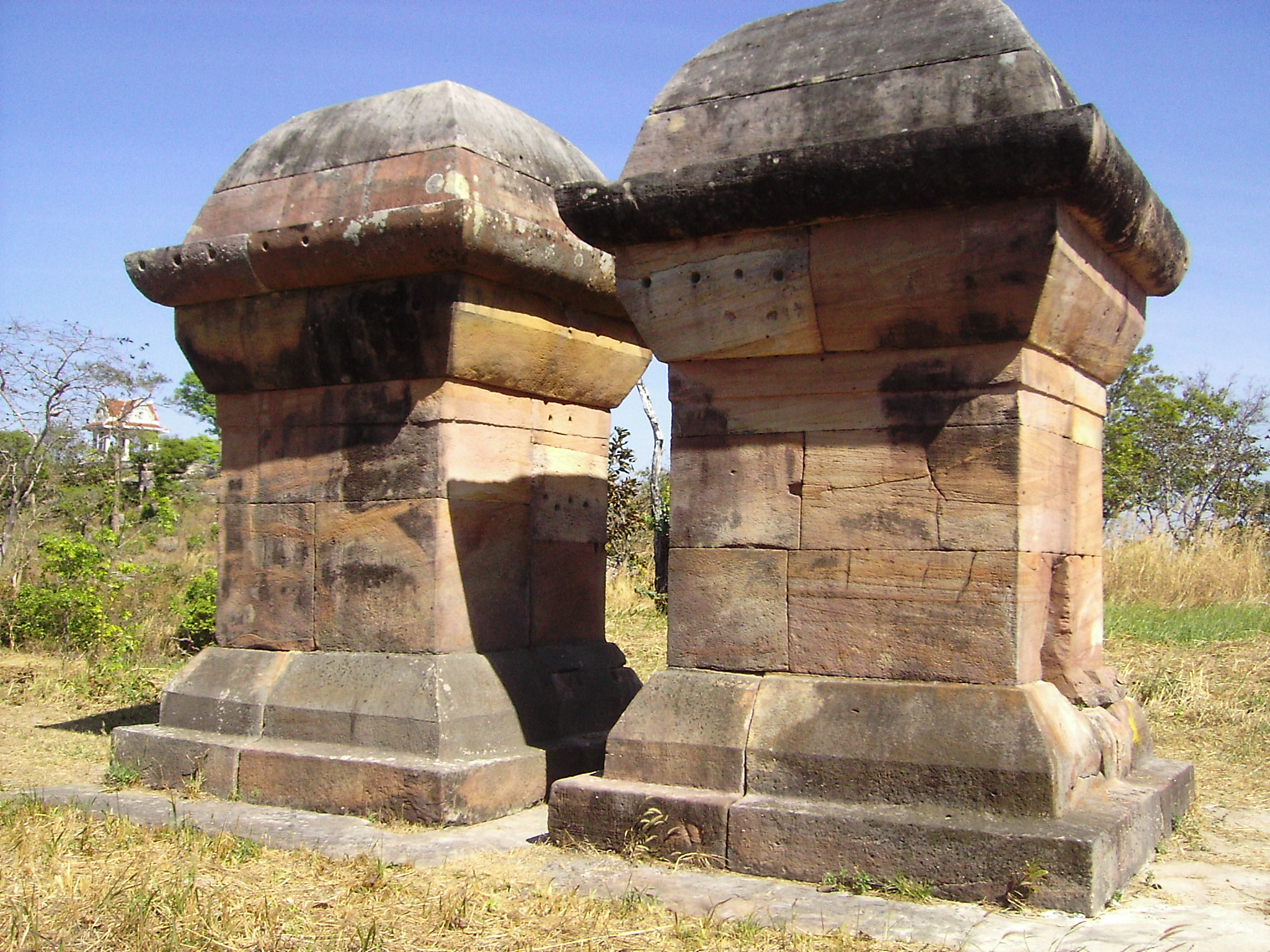
ツイン・ストゥーパ

ツイン・ストゥーパ(ปราสาทโดนตวล)は赤色砂岩で作られた2基の構築物であり、基部1.93m2、高さ4.2ｍ。「蓮花芽」型上部構造をもつ。 

### プラーサート・ドーントゥアン遺跡
北緯14度24分26秒 東経104度44分45秒 / 北緯14.40722度 東経104.74583度
プラーサート・ドーントゥアン遺跡(ปราสาทโดนตวล)は10世紀から11世紀の建立されたと見られているクメール遺跡であり、シーサケット県カンタララック郡タムボン・ブンマルー プームサローン村(บ้านภูมิซรอล)にある。ナーン・ノムヤイという名の姫にまつわる伝説があり、王に目通りに行く途中、この土地に逗留したといわれている。

### クン・シー滝洞窟
クン・シー滝洞窟(น้ำตกและถ้ำขุนศรี)は、プラウィハーン遺跡への参道に程近いトラーウ貯水池の西に位置している三段の滝とその下にある洞窟。この洞窟は内部は人が生活できるほど広く、プラサートプラウィハーンの建設のためにトラーウ貯水池の石切場を監督していたクン・シーが住んでいたという伝承がある。

### プーラオーの滝
プーラオーの滝(น้ำตกภูละออ)は、カンタララック郡タムボン・サオトンチャイのパノム・ドンラック野生動物保護区にある小滝であるが、9月から2月まで間、水量が多くなる。